# Оливия Нова
Оли́вия Но́ва (англ. Olivia Nova), настоящее имя — Але́ксис Ро́уз Фо́рте (англ. Alexis Rose Forte; 28 апреля 1997, Кун-Рапидс, Миннесота, США — 7 января 2018, Лас-Вегас, Невада, США) — американская порноактриса
.

## Биография и карьера
Оливия Нова, урождённая Алексис Роуз Форте, родилась 28 апреля 1997 года в Кун-Рапидсе (штат Миннесота, США) в семье Лесли Форте. У неё были младшие брат и сестра — Дэвид (род. 2000/2001) и Мейси (род. 2010/2011). Она посещала школу в Миннесоте, а в ноябре 2016 года переехала в Лас-Вегас, штат Невада.
Она начала карьеру порноактрисы в марте 2017 года и представляла LA Direct Models. В целом, она снялась в 19 постановках, включая 155-й эпизод 155 серии Barely Legal производственной компании Hustler. Одним из её партнёров по сценарию была Абелла Дейнджер. Вместе с Ланой Роудс она была номинирована на премию AVN-2018 в категории «Лучшая лесбийская сцена».
Нова была найдена мёртвой в своём доме в Лас-Вегасе 7 января 2018 года. Предполагалось, что она умерла в результате комбинированного употребления алкоголя и наркотиков, что позже оказалось ошибочным вариантом. Официальной причиной смерти стал сепсис в результате инфекции почек и мочевых путей. По сообщениям, она страдала от болезни последние несколько недель своей жизни, но после ухудшения состояние так и не обратилась в больницу. Выписанные ранее таблетки для лечения инфекции были найдены рядом с её телом. Согласно последнему токсикологическому отчёту судебного врача Лас-Вегаса, в момент смерти в крови актрисы находился алкоголь и кокаин.
Прощание с Оливией состоялось 24 января 2018 года в церкви Грейс в Иден-Прери, после чего она была кремирована в Часе, штат Миннесота.
Её смерть получила всемирное внимание, в том числе среди американских, австралийских, британских, немецких, австрийских, польских и румынских СМИ, особенно в связи со случившимися чуть ранее смертями трёх других её коллег по цеху Шайлы Стайлз, Огаст Эймс и Юризан Белтран, которые скончались одна за другой в течение нескольких недель.
Нова любила петь и танцевать, и была начинающим музыкантом. Она была специализированным веганом и любила животных, надеясь создать некоммерческую организацию для спасения животных.

## Номинации
| Год  | Награда           | Результат | Категория                                                                             | Фильм                  |
| ---- | ----------------- | --------- | ------------------------------------------------------------------------------------- | ---------------------- |
| 2018 | AVN Award         | Номинация | Лучшая лесбийская сцена (вместе с Ланой Роудс)                                        | Lana Is Olivia’s Dream |
| 2018 | XBIZ Europa Award | Номинация | Лучшая актриса                                                                        | Wife to Educate        |
| 2018 | XBIZ Europa Award | Номинация | Лучшая сцена секса — гламкор (вместе с Клеа Готье, Кристофом Кейлом и Рико Симмонсом) | Wife to Educate        |